# Forfait patient urgences
Pour les articles homonymes, voir Forfait.

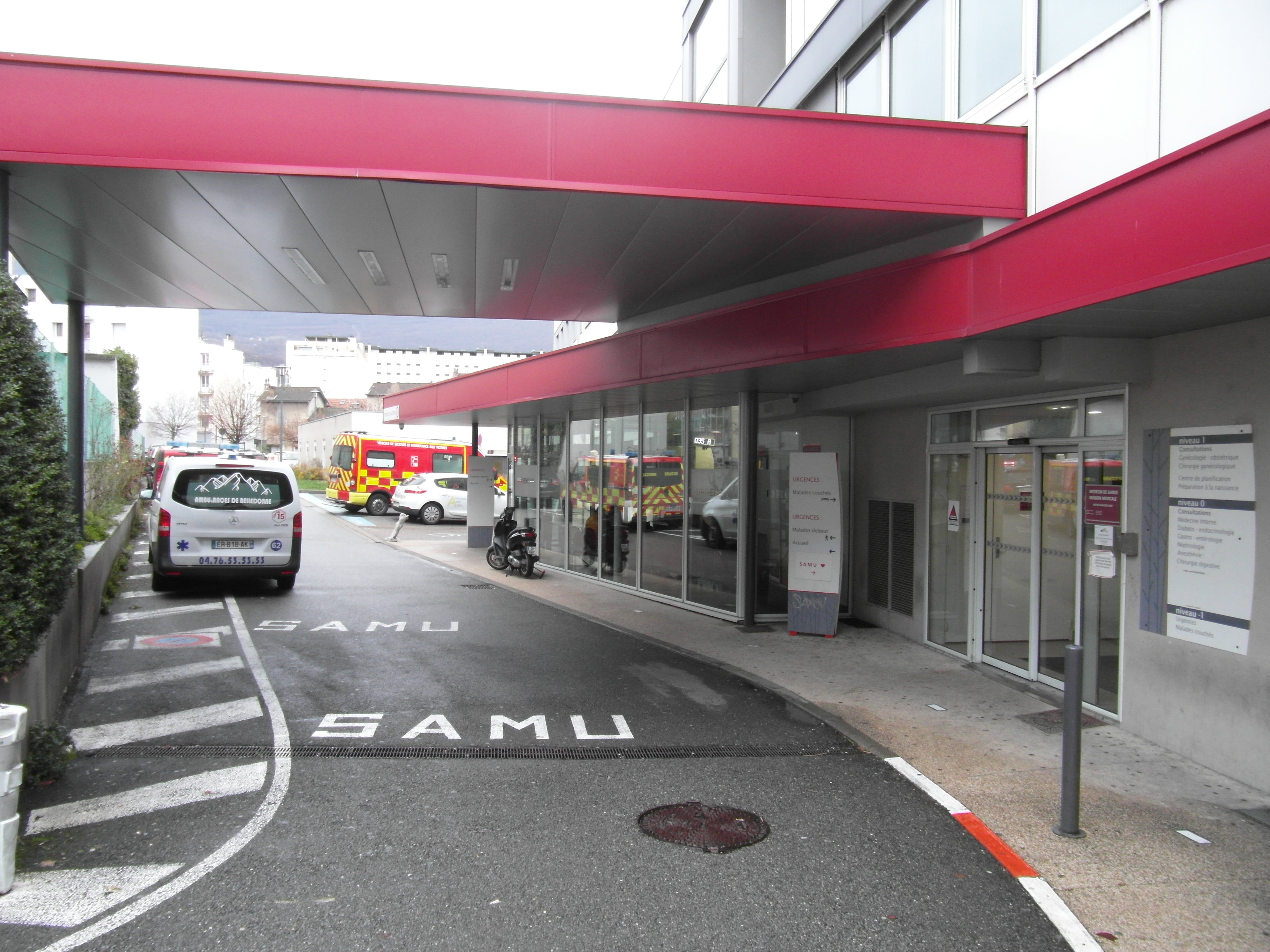
Entrée des urgences du Groupe hospitalier mutualiste de Grenoble.

En France, le forfait patient urgences (FPU), mis en place le 1er janvier 2022, correspond à la participation du patient aux frais liés à son passage dans un service d'urgence hospitalière sans être suivi d'une hospitalisation.

## Historique
Le forfait patient urgences, prévu par la loi de financement de la Sécurité sociale (LFSS), est entré en vigueur sur le territoire français, le 1er janvier 2022 et remplace le forfait « accueil et traitement des urgences » (ATU) de 25,28 € qui était précédemment facturé aux patients. L'ATU, ainsi que les examens et soins éventuels pouvant s'y ajouter, étaient alors pris en charge par l'assurance maladie, les 20 % restants (dénommé « ticket modérateur ») sont généralement directement remboursés par la mutuelle complémentaire santé, qui règle directement la somme à l’hôpital, les personnes non affiliées à une mutuelle recevant une facture à leur domicile.

## Présentation
Ce forfait s'applique à tout patient qui n'est pas hospitalisé après un passage aux urgences. À sa création en 2022, la facture est fixée à 19,61 €, montant remboursable entièrement ou partiellement par la mutuelle si le patient y est affilié. Ce dernier doit cependant faire l'avance des frais. Selon le gouvernement, son objectif est de simplifier la facturation des soins. Cette mesure devait entrer en vigueur en septembre 2021 mais elle a été repoussée en raison de la pandémie de Covid-19. La direction générale de l'Offre de soins (DGOS) assure que cette somme est moins élevée que celle que certains patients sans mutuelle doivent débourser actuellement quand ils enchaînent par exemple les examens aux urgences,. Les patients pris actuellement en charge à 100 % par l'assurance maladie tels que les malades en affection longue durée (ALD), les femmes enceintes ou les assurés en invalidité, devront régler le forfait réduit de 8,49 € à compter de cette même date. Il existe également des cas d'exonérations totales du FPU, notamment pour les femmes enceintes (à partir du sixième mois de grossesse), des victimes d'accident du travail ou maladie professionnelle, des nouveau-nés, des mineurs victimes de violences sexuelles, des donneurs d'organes pour tous les actes en rapport avec leurs dons, des victimes d'actes de terrorisme pour les soins en lien avec l'acte de terrorisme.
Le FPU ne doit pas être confondu avec le forfait journalier hospitalier, somme que le patient doit s'acquitter pour chaque jour d’hospitalisation.

## Polémique

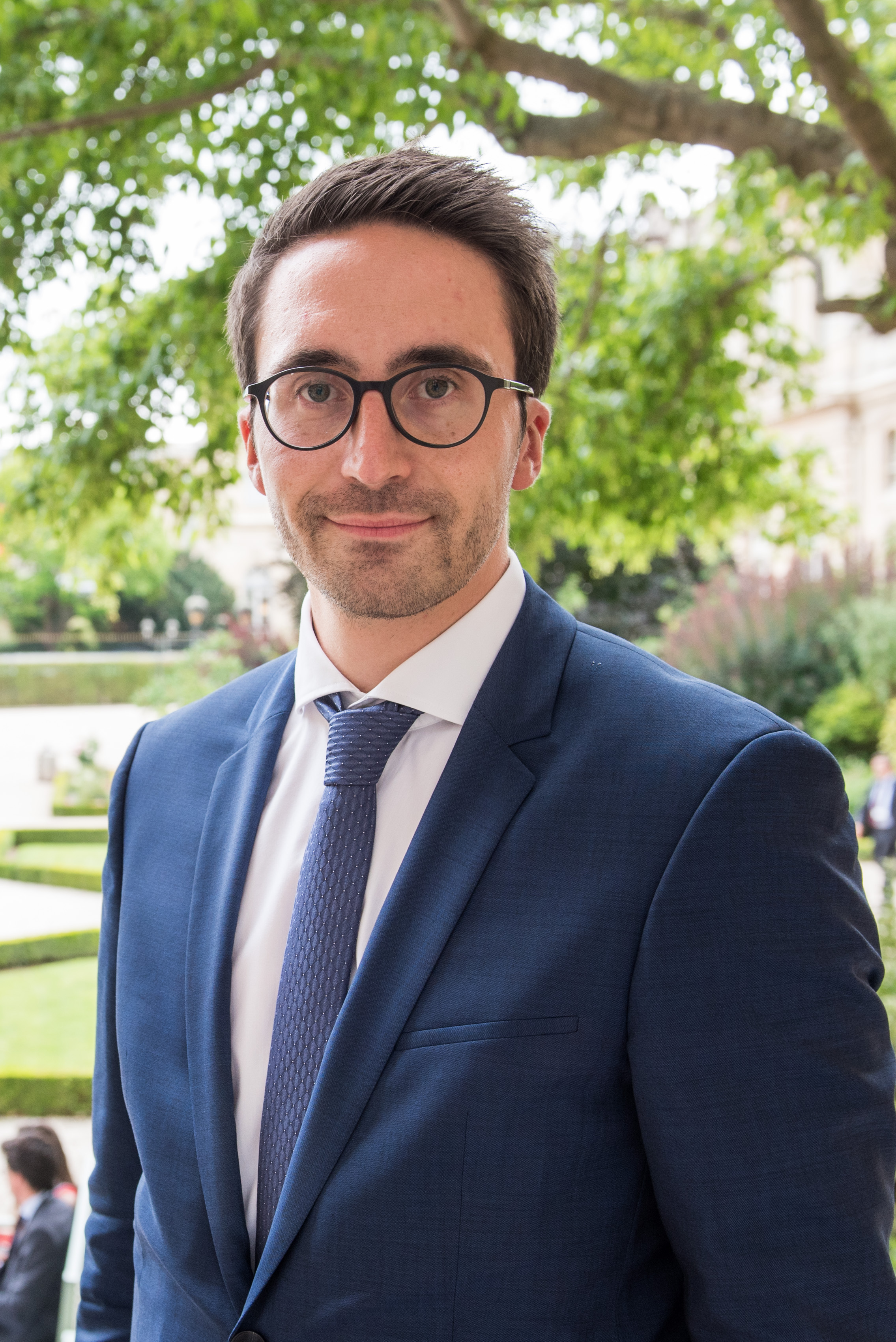
Thomas Mesnier, député dans la 1re circonscription de la Charente, rapporteur général de la commission des affaires sociales, défend la mise en application du FPU.

Dès la mise en place de ce forfait, l’Association des maires ruraux de France (AMRF) demande une exonération pour les patients privés de médecin traitant au niveau local. L’ONG Médecins du monde dénonce, quant à elle, une « véritable barrière financière pour les personnes les plus précaires. ». L'ONG Médecins du monde déclare dans un communiqué que ce forfait va « augmenter les inégalités en impactant fortement des publics sans droits ou avec des droits au rabais, déjà éloignés des soins », en précisant que trois millions de personnes sont sans complémentaires santé en France. Pour la Fédération hospitalière de France (FHF), le FPU ne répond pas à l’essentiel car, selon cet organisme regroupant la plupart des établissements publics de santé et des établissements publics médico-sociaux de France, il ne résout pas les problèmes de recouvrement déjà rencontrés par les hôpitaux publics.
Au niveau politique, l’écologiste Sandrine Rousseau critique également cette mesure et explique que « tout le monde n’a pas de mutuelle. Là, on est dans quelque chose qui réduit l’accès au soin à un moment où on en a le plus besoin. » Elle est rejointe dans ce sens par France asso santé (FAS), qui fédère plus de cinquante associations de patients, et la Mutualité française, qui considérait, avant la mise en place de cette mesure que celle-ci pouvait risquer de « fragiliser un peu plus des publics en difficulté et malheureusement plus nombreux dans la période. ». Le 26 janvier 2022, par l'intermédiaire d'une question au gouvernement, le sénateur Jean-Claude Requier critique vivement la mise en place du FPU en soulignant le fait que « près de 3 millions de personnes sont dépourvues de complémentaire santé ».
Selon l'économiste de la santé Nicolas Da Silva, cette mesure politique effectuée par le gouvernement ne se base essentiellement que sur des considérations économiques. De nombreux articles de presse expliquent que cette mesure permettra aux hôpitaux de simplifier leur comptabilité tout en limitant au maximum les impayés, ce dernier élément ayant d'ailleurs été confirmé par le député Thomas Mesnier, rapporteur général de la commission des affaires sociales, à l'origine de cette mesure. Pour sa part, Frédéric Bizzard, professeur d'économie à l'ESCP et spécialiste des questions liées au système de santé, invité sur une station de radio française, considère que cette mesure est « le symbole d'un système de santé qui est à bout de souffle et qu'on essaye de rafistoler ».